# Stade Francis-Le Basser
Het Stade Francis-Le Basser is een voetbalstadion in de Franse stad Laval. Het is de thuishaven van de voetbalclub Stade Lavallois en het heeft een capaciteit van 18.739 plaatsen. Het stadion werd geopend in 1971 en gerenoveerd in 2002. 